# Central térmica de Almería
La Central térmica de Almería fue una central termoeléctrica situada en la ciudad española de Almería, en el barrio de El Zapillo. Se ubicaba a orillas del Mar Mediterráneo. La inversión para su construcción se elevó hasta los 163 millones de pesetas. Hoy sólo quedan en pie la subestación transformadora contigua, la Subestación de Santo Tomás, todavía en funcionamiento, y el espigón de 250 metros junto a la playa para las tomas de agua para refrigeración, reformado para su disfrute. También quedan parte de las canalizaciones subterráneas que la unían con los depósitos de fuel-oil antiguamente localizados junto a la estación de ferrocarril. Fue inaugurada por Francisco Franco el 30 de abril de 1961, a pesar de llevar funcionando por entonces casi tres años.
Se construyó por iniciativa del INI, para suplir las carencias de las tres centrales térmicas hasta entonces presentes en la capital almeriense, La Constancia, Lebón y Cía en la calle Marqués de Comillas y Mengemor en calle Jaúl.
La salida del agua de refrigeración desde el espigón contiguo causaba que el agua de la playa colindante estuviera permanentemente rondando los 30 °C, lo que provocaba que muchos bañistas acudieran a estas aguas, a pesar de estar prohibido.
Fue criticada durante sus 20 años de abandono debido a que liberaba grandes cantidades de amianto a la atmósfera, cayendo posteriormente sobre la población, que vivía apenas a 100 metros. Se empezó a desmantelar a finales del año 2001, terminando las obras antes del posterior verano.
Hoy, los terrenos que ocupaba esta central están ocupados por ocho edificios residenciales de gran altura.

## Plaza Nuestra Señora de la Luz

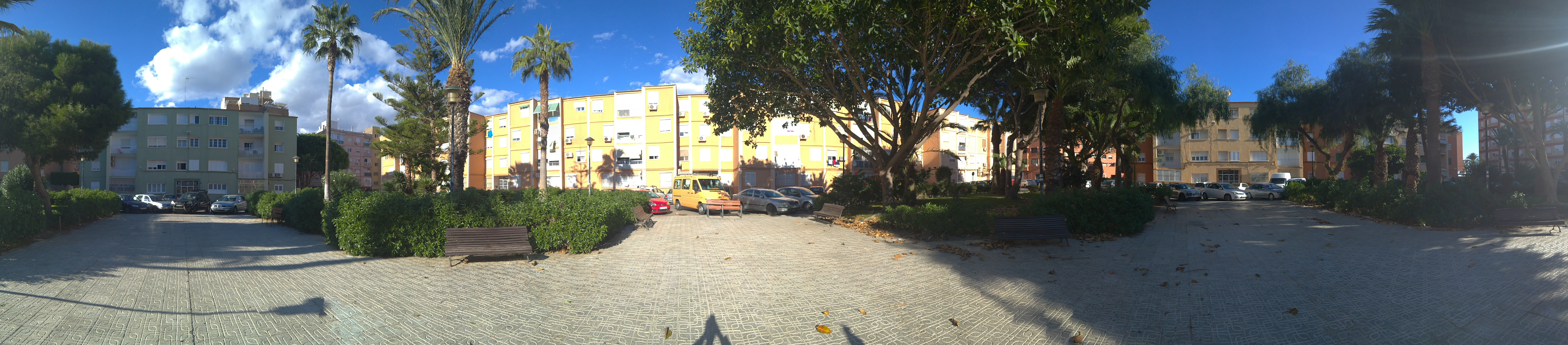
Vista de la Plaza Nuestra Señora de la Luz, construida ex profeso para el alojamiento de los trabajadores de la central.

Se construyeron además 64 viviendas en un terreno cercano para alojar a trabajadores de la central en 1960, aún en pie. Comenzó siendo de propiedad privada, pero a finales de los años 1990 fue vendida al ayuntamiento de la ciudad y pasó a ser de titularidad pública. Popularmente se conoce como Parque Blanco, por el color del suelo.
El centro de la plaza está adornado con una fuente circular realizada en cemento, con una copa a un nivel superior que deja fluir el agua al vaso principal inferior a través de varios agujeros.